# Margaret Wilkerson Sexton
Margaret Wilkerson Sexton (geb. 1982 oder 1983  in New Orleans) ist eine US-amerikanische Schriftstellerin.

## Herkunft und Ausbildung
Sexton wuchs in  New Orleans, Louisiana auf. Sie studierte Kreatives Schreiben am Dartmouth College in Hanover, New Hampshire und Rechtswissenschaft an der University of California, Berkeley.
Sie erhielt ein Stipendium der Lombard Fellowship und verbrachte ein Jahr in der Dominikanischen Republik, wo sie für eine Bürgerrechtsorganisation arbeitete und schrieb.

## Werk
Ihr Debütroman A Kind of Freedom kam 2017 auf die Liste der 100 Notable Books und der Editor’s Choice list der New York Times. Das Buch wurde 2017 für den National Book Award der National Book Foundation nominiert. 2019 erhielt Sexton für das Buch den Romanpreis des Black Caucus (dt. afroamerikanischer Ausschuss) der American Library Association und den „Crook’s Corner Book Prize“.
Ihren zweiten Roman The Revisioners zählte das Parade-Magazin 2019 zu den mit der größten Spannung erwarteten Büchern des Herbstes. Sexton erhielt für den Roman 2020 den NAACP Image Award in der Kategorie Belletristik (Fiction).
Ihr dritter Roman On the Rooftop erschien 2022.

## Privatleben
Margaret Wilkerson Sexton ist verheiratet und lebt mit Mann und Kindern in Oakland in der kalifornischen Bay Area.